# Äitjärvi
Äitjärvi eller Äytjärvi är en sjö i Finland. Den ligger i kommunen Enare i landskapet Lappland, i den norra delen av landet, 1 000 km norr om huvudstaden Helsingfors. Äitjärvi ligger 270,8 meter över havet. Arean är 39,3 hektar och strandlinjen är 4,64 kilometer lång. Sjön  ingår i Pasvik älvs huvudavrinningsområde. 